# Boglárka Csemer
Boglárka Csemer, mest känd under artistnamnet Boggie, född 30 november 1986, är en ungersk sångerska. Hon representerade Ungern i Eurovision Song Contest 2015 med låten "Wars For Nothing".